# ۷۷۷ و دیگر نوشته‌های قباله‌ای الیستر کرولی
۷۷۷ و دیگر نوشته‌های قباله‌ای آلیستر کراولی (به انگلیسی: 777 and Other Qabalistic Writings of Aleister Crowley) مجموعه‌ای از مقالات نوشته شده توسط آلیستر کراولی می‌باشد. این کتاب توسط دکتر ایزرائیل ریگاردی ویرایش و معروف شده است. کتابی مرجع بر پایهٔ قبالای هرمسی می‌باشد.

## هفتصد و هفتاد و هفت و قبالای مدرن
۷۷۷ یکی از برجسته‌ترین کتاب‌ها ی قبالا در سنت باطنی غربی، به همراه آشکارسازی کابالا از سموئل لیدل مک گریگور مترز، باغ انار از ایزرائیل ریگاردی و قبالای عرفانی از دیون فورتون می‌باشد. کابالا قالبی یهودی معاصرتر از تفسیر تورات می‌باشد که در قرن شانزدهم میلادی به وسیلهٔ کتاب زوهر برجسته بود.